# هانا باتسیوشگا
هانا باتسیوشگا (انگلیسی: Hanna Batsiushka؛ زادهٔ ۲۴ اکتبر ۱۹۸۱) وزنه‌بردار زن اهل بلاروس است.
وی در مسابقات کشوری و بین‌المللی در مجموع برندهٔ ۲ مدال نقره، ۲ مدال برنز شده‌است.